# Lavault-Sainte-Anne
Lavault-Sainte-Anne è un comune francese di 1 254 abitanti situato nel dipartimento dell'Allier della regione dell'Alvernia-Rodano-Alpi.

## Società

### Evoluzione demografica
Abitanti censiti